# Ezzaki Badou
Ezzaki Badou (* 2. dubna 1959, Sidi Kacem), přezdívaný Zaki, je marocký bývalý fotbalista a současný trenér.
Hrál na postu brankáře, hlavně za Wydad Casablanca a RCD Mallorca. Hrál na MS 1986.

## Hráčská kariéra
Ezzaki Badou hrál na postu brankáře za AS Salé, Wydad Casablanca, RCD Mallorca a FUS Rabat.
Za Maroko hrál 78 zápasů. Hrál na MS 1986.

## Trenérská kariéra
Badou trénoval řadu marockých klubů a marockou reprezentaci.

## Úspěchy

### Hráč
Wydad
- Marocká liga: 1985–86
- Marocký pohár: 1979, 1981

Individuální
- Africký fotbalista roku: 1986

### Trenér
Wydad
- Marocký pohár: 1998

CR Belouizdad
- Alžírský pohár: 2017

Maroko
- 2. místo na mistrovství Afriky: 2004